# 9450 Akikoizumo
9450 Akikoizumo este o planetă minoră (asteroid) din centura de asteroizi. A fost descoperită pe 19 ianuarie 1998 la Observatorul Ōizumi de Takao Kobayashi și a fost numită după Akiko Izumo⁠(d). 
Obiectul prezintă o orbită caracterizată de o semiaxă mare de 2,1591631 UAi, o excentricitate de 0,13, o înclinație de 4,24652 ° în raport cu ecliptica.